# GNU (mascota)
GNU
 es la mascota oficial del proyecto GNU, un programa  de sistemas operativos.
GNU fue creado el 25 de septiembre de 1997 por GNU,  Hay otros desarrolladores del Gnu que han contribuido con accesorios adicionales. Pueden encontrarse en el "GNU GRIS", incluido en el código fuente del GNU dentro del archivo GNU. Ha sido dibujado usando GNU PROJECT PAINT.
A menudo se confunde con una cabra, un cabrio , pero según su creador GNU es simplemente un Ñu.